# Nikī Kerameōs
Nikī Kerameōs (in greco Νίκη Κεραμέως?; Salonicco, 18 luglio 1980) è una politica greca, Ministro del lavoro e della previdenza sociale dal giugno 2024 nel secondo governo di Kyriakos Mītsotakīs.

## Biografia
Nata a Salonicco nel 1980, ha studiato legge presso l'Università Panthéon-Assas di Parigi, dove si è laureata summa cum laude e ha ottenuto un master in diritto internazionale e arbitrato, presso l'Università di Harvard a Cambridge, dove ha conseguito il Master of Laws con specializzazione in arbitrato, e presso l'Athens College di Psichiko.
Dopo gli studi post laurea in Francia ha lavorato come professore associato presso la stessa università dove si era laureata, mentre negli Stati Uniti è entrata a far parte della New York Bar Association e ha lavorato come avvocato per lo studio legale Cravath, Swaine & Moore di New York. Dal 2007 lavora come avvocato in Grecia ed è partner dello studio Kerameus & Partners di Atene.

### Carriera politica
È stata eletta in parlamento alle elezioni del gennaio 2015, venendo riconfermata nella seconda tornata elettorale dell'anno e poi nuovamente nel 2019, con il partito Nuova Democrazia nel collegio Atene B1 della capitale ellenica.
Il 9 luglio 2019 è stata nominata Ministro dell'istruzione e degli affari religiosi dal Primo ministro Kyriakos Mītsotakīs.